# Громов, Владимир Прокофьевич
Влади́мир Проко́фьевич Гро́мов (род. 21 февраля 1950) — российский общественный деятель, казачий генерал, войсковой атаман Кубанского казачьего войска (1990—2008), вице-губернатор Краснодарского края (1998—2000), Герой Труда Кубани.

## Биография
Родился на хуторе Курчанский Приморско-Ахтарского района Краснодарского края
21 февраля 1950 года. Родители — Прокофий Иванович Гром и Александра Васильевна Громова.

## Образование
- Средняя школа № 60
- Исторический факультет Кубанского государственного университета (1976)
- Аспирантура в Ростовском государственном университете (1983). Кандидат исторических наук
- Ростовская Высшая партийная школа (1987 год)

## Деятельность
После службы в армии (1968—1970) окончил исторический факультет КубГУ (1971—1976) и аспирантуру РГУ (1980—1983).
С 1983 года — доцент кафедры дореволюционной отечественной истории КубГУ.
1990—2000 годы — атаман Всекубанского казачьего войска.
2000—2008 годы — Войсковой атаман Кубанского казачьего войска.
В 1999 году Указом Президента Российской Федерации присвоен чин казачьего генерала.
1994—1998 годы — депутат Законодательного собрания Краснодарского края первого созыва.
1998—2000 годы — заместитель главы администрации Краснодарского края.
С 2000 года — руководитель департамента по делам казачества и военным вопросам.
2 декабря 2007 года избран депутатом Законодательного собрания Краснодарского края. Заместитель председателя комитета по военным вопросам, воспитанию допризывной молодежи и делам казачества. Член фракции ЗСК «Единая Россия» (но не самой партии).
Автор публикаций, посвящённых истории Юга России и кубанского казачества.

## Высказывания
В 2002 году журналист Иосиф Вердиян критиковал слова Громова о том, что «армяне отличаются живостью, предприимчивостью и активностью в бизнесе в отличие от русских, а на фоне общей бедности обилие армян в торговле и бизнесе воспринимается местным населением отрицательно». В конце марта 2005 года в Новороссийске в бытовой драке между казаками и армянами тяжёлое ножевое ранение получил новороссийский казачий атаман Владимир Петруша. Через день в Новороссийск въехали группы казаков и учинили беспорядки в городском районе Цемдолина. Они били витрины в кафе и магазинах, автомобили, избивали людей неславянской наружности. Затем казаки колонной прошли к дому культуры «Кубань» и требовали, чтобы местная армянская община выдала человека, ранившего Петруша. Владимир Громов пообещал наводить порядок и строго спрашивать с подчинённых за незаконные действия, но при этом попросил прокуратуру серьёзней взяться за рассмотрение дела о ранении Петруши.

## Награды и почётные звания
Государственные награды Российской Федерации:
- Орден Дружбы (31 июля 2002) – за достигнутые трудовые успехи и многолетнюю добросовестную работу;
- Медаль Жукова;
- Медаль «300 лет Российскому флоту» (1996);
- Медаль «В память 850-летия Москвы»
- (26 февраля 1997);
- Медаль «За заслуги в проведении Всероссийской переписи населения»                     (14 октября 2002);
- Благодарность Верховного главнокомандующего Вооружёнными силами Российской Федерации (11 февраля 2000) – за самоотверженность и отвагу, проявленные при защите Отечества.

Иностранные награды:
- Орден «Честь и слава» III степени (Абхазия)[3].

Ведомственные и региональные награды:
- Именная шашка от Министра обороны Российской Федерации;
- Медаль «Герой труда Кубани» (2005);
- Медаль «За выдающийся вклад в развитие Кубани» I степени;
- Почётное звание «Заслуженный деятель науки Кубани»;
- Почётный гражданин города Краснодара
- Почётный гражданин аула Учкулан и Урупского района.

Конфессиональные и общественные награды:
- Орден преподобного Сергия Радонежского (РПЦ, 1995);
- Орден святого благоверного князя Даниила Московского II степени (РПЦ, 2002);
- имеет ряд казачьих наград: медали «За заслуги перед казачеством» I, III и IV степеней и многие другие.